# 萧长华
萧长华（1878年12月1日—1967年），名宝铭，号和庄，祖籍江西新建，生于北京，中国京剧丑角表演艺术家、戏曲教育家，萧派艺术创始人，富连成社教员，中国戏曲学校（今中国戏曲学院）教授、副校长、校长，第二、三届全国人大代表。常演曲目有《群英会》《小上坟》《秋江》《女起解》《连升店》《乌龙院》《选元戎》《秦琼卖马》《审头刺汤》《法门寺》《贵妃醉酒》《请医》《十八扯》等。